# Prawdowo
Prawdowo est un village de Pologne, situé dans le gmina de Mikołajki, dans le powiat de Mrągowo, dans la voïvodie de Varmie-Mazurie.
Avant 1945, la ville faisait partie de la région allemande de la Prusse orientale. 

## Source
- (en) Cet article est partiellement ou en totalité issu de l’article de Wikipédia en anglais intitulé « Prawdowo » (voir la liste des auteurs).